# NGC 6394
إن جي سي 6394 (بالإنجليزية: NGC 6394)‏ التي يرمز لها بالرمز 2MASX J17302140+5938235، هي مجرة، في كوكبة التنين.

## الاكتشاف
اكتشفت في 1885، بواسطة لويس سويفت.